# Aeroportul Lamen Bay
Aeroportul Lamen Bay (IATA: LNB, ICAO: NVSM) este un aeroport din Vanuatu.
Situat la o altitudine de 7 m, aeroportul dispune de o singură pistă.